# José Fábio Santos de Oliveira
José Fábio Santos de Oliveira (Maceió, 21 april 1987) is een Braziliaans voetballer.